# Ebbo
Ebbo o Ebo (c. 775 – 20 de marzo de 851) fue arzobispo de Rheims de 816 hasta 835 y nuevamente de 840 a 841. Nació en Germania como siervo de una tierra real de Carlomagno. Fue educado en su corte y se convirtió en bibliotecario y consejero de Luis el Piadoso, rey de Aquitania, hijo de Carlomagno.  Cuándo Luis fue nombrado emperador, llamó a Ebbo a la sede de Reims, entonces vacante tras la muerte de Wulfar.
Fue una figura importante en la expansión del cristianismo en el norte de Europa. Ante la insistencia de Luis, en 822, fue a Roma y pidió al papa Pascual I ser legado papal en el norte. Fue autorizado a predicar a los danos y él y Halitgar, obispo de Cambrai, y Willerich, obispo de Bremen, fueron allí en 823. Posteriormente hizo viajes cortos, pero con poco éxito. Ansgar tuvo más éxito unos años más tarde.

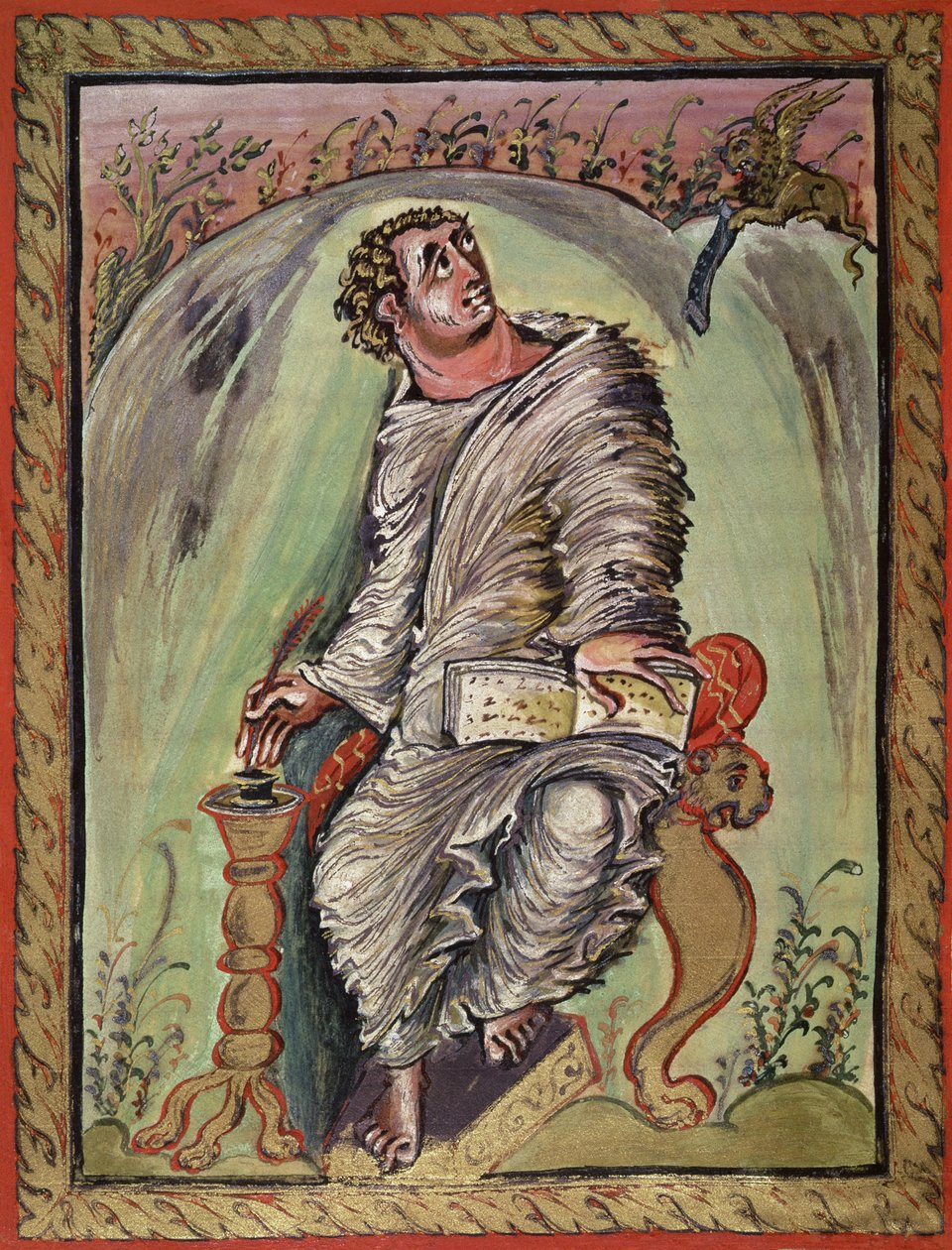
San Marcos de los evangelios de Ebbo. Línea figurine en color dibujado para Ebbo en Hautvillers por los artistas reunidos y patronised por Ebbo.

Cuando los hijos del primer matrimonio de Luis con su primer matrimonio con Ermengarda de Hesbaye (Lotario, Luis, y Pipino) se rebelaron en 830, Ebbo permaneció leal.  Pero en 833 se unió a la insurrección y el 13 de noviembre presidió el sínodo en la iglesia de Santa María en Soissons que depuso a Luis y le forzó a públicamente confesar muchos crímenes, ninguno de los cuales había cometido realmente. Como recompensa, Lotario dio a Ebbo la Abadía de Saint Vaast.
Se convirtió entonces en seguidor de Lotario. Permaneció a su lado incluso después de la restauración de Luis en marzo de 834. Cuando Lotario tuvo que huir a Italia, sin embargo, Ebbo estaba demasiado enfermo de gota para seguirle y se refugió con un ermitaño. Fue encontrado por los hombres de Luis y encarcelado en la Abadía de Fulda.  Los acontecimientos del año anterior pronto se invirtieron.  Fue llevado al Sínodo de Thionville (2 de febrero de 835) y se le obligó a admitir, delante de 43 obispos, que Luis nunca había cometido los delitos de los que le había acusado. Ebbo renunció públicamente al púlpito en Maguncia el 28 de febrero. El Sínodo le depuso inmediatamente. Fue encarcelado otra vez en Fulda y más tarde entregado a Fréculf, obispo de Lisieux, y más tarde a Boso, abad de Fleury.
Ebbo fue restaurado cuando Louis murió y Lotario le sucedió en diciembre 840. Un año más tarde, no obstante, Carlos el Calvo gobernaba Francia y Ebbo fue depuesto por segunda vez. Hincmar fue nombrado para sucederle en 845 y rechazó reconocer sus actos durante su restauración, que fueron declarados inválido por el Consejo de Soissons en 853.
Ebbo fue a la corte de Lotario, pero el Papa Sergio II ignoró sus súplicas para ser restablecido (otra vez). Cuando Lotario ya no encontró utilidad en Ebbo, le forzó a abandonar la corte e ir a la de Luis el Germano, que le hizo Obispo de Hildesheim (entre abril 845 y octubre 847) y  en este cargo murió el 20 de marzo de 851, en la sede de su diócesis.
Escribió el Apologeticum Ebbonis en defensa de su restauración. Fue probablemente una de sus ordenaciones en este periodo de restauración la que inspiró las Decretales pseudoisidorianas. También reunió en Hautvillers a artistas que transformaron el arte Carolingio y fundaron la conocida como Escuela de Reims. El hermoso Evangelio de Ebbo es su obra más conocida. Su influencia en el renacimiento Carolingio es enorme en el campo del arte y la iluminación.
| Iglesia católica       | Iglesia católica             | Iglesia católica     |
| ---------------------- | ---------------------------- | -------------------- |
| Precedido por Wulfaire | Arzobispo de Reims 816-835   | Sucedido por Hincmar |
| Precedido por Rembert  | Obispo de Hildesheim 835-847 | Sucedido por Altfrid |